# Castrogno
Castrogno is een plaats (frazione) in de Italiaanse gemeente Teramo.